# V4650 Sagittarii
V4650 Sagittarii (V4650 Sgr) è una stella visibile nella costellazione del Sagittario, situata nell'ammasso Quintupletto, posto a 25.000 anni luce di distanza dal sistema solare.
Ipergigante variabile del tipo S Doradus (blu luminosa), è paragonabile per le sue caratteristiche alla Stella Pistola, che fa parte dello stesso ammasso, ed è quindi una delle stelle più luminose e massicce dell'intera Via Lattea. In seguito ad alcuni studi che hanno ridimensionato i parametri della Stella Pistola, risulta che V4650 Sgr è anche più luminosa e grande della vicina; è quasi 1,8 milioni di volte più luminosa del Sole ed ha un raggio 350 volte superiore a quello della nostra stella.